# Amy Acker

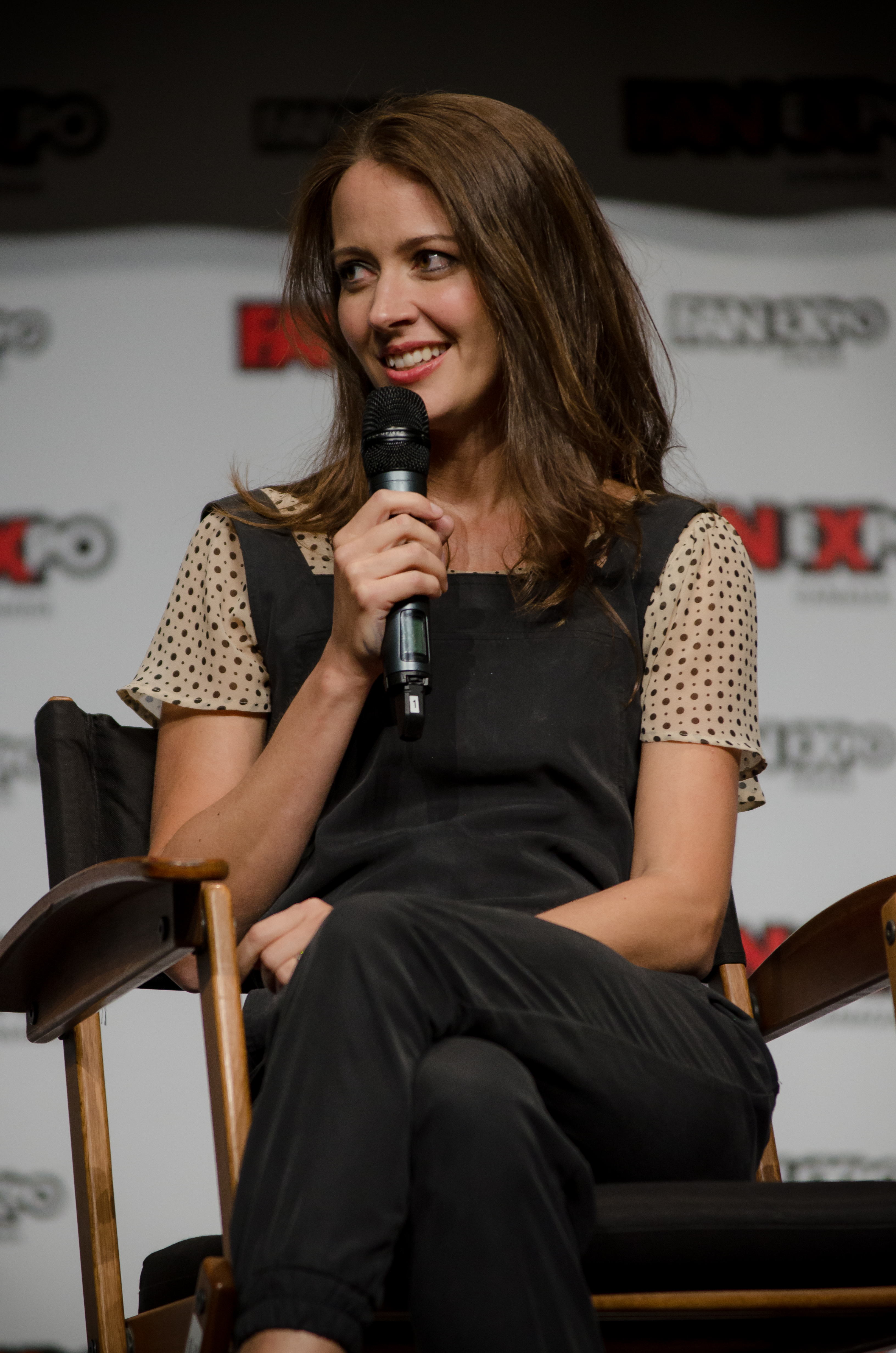
Amy Acker im Jahr 2015

Amy Louise Acker (* 5. Dezember 1976 in Dallas, Texas) ist eine US-amerikanische Film- und Fernsehschauspielerin. International bekannt wurde sie vor allem durch ihre Rollen in den Fernsehserien Angel – Jäger der Finsternis und Person of Interest.

## Leben
Amy Acker ist die Tochter eines Rechtsanwalts. Sie hat drei jüngere Geschwister. Nach Abschluss der Highschool 1995 studierte sie drei Jahre lang Schauspiel an der Southern Methodist University in Dallas und machte dort 1999 ihren Abschluss. 
Acker ist seit 2003 mit Schauspieler James Carpinello verheiratet. Sie haben zusammen zwei Kinder, einen Sohn (* 2005) und eine Tochter (* 2006).

## Karriere
Nach ersten Gastspielen in einer Kindersendung noch zu Schulzeiten und verschiedenen Theaterrollen hatte sie ihren Durchbruch in der Fernsehserie Angel – Jäger der Finsternis in der Rolle der Winifred „Fred“ Burkle, einer in einer mittelalterlichen Dämonendimension gefangenen, hochintelligenten Studentin, die von Angel und seinem Team gerettet wird und sich im weiteren Verlauf der Serie zuerst zu einer wichtigen Mitarbeiterin und schließlich zum Dämonengott Illyria entwickelt.
Für diese Rolle gewann sie 2003 den Saturn Award als beste Nebendarstellerin, einen Preis, für den sie auch 2002, als der Award an Alyson Hannigan ging, sowie 2005 nominiert war. Mit dem Autor der Serie, Joss Whedon, arbeitete sie danach in zahlreichen weiteren Film- und Fernsehprojekten zusammen.
2002 wirkte sie in einer Nebenrolle an dem Steven-Spielberg-Film Catch Me If You Can mit. Nach dem Ende von Angel – Jäger der Finsternis arbeitete Acker in verschiedenen anderen Serien und kleineren Filmproduktionen mit. Sie sprach die Rolle der Huntress in einigen Folgen der animierten Serie Die Liga der Gerechten und war in der fünften und letzten Staffel von Alias – Die Agentin in der Rolle der Kelly Peyton zu sehen. 2008 wurde sie für die Serie Dollhouse verpflichtet, in der sie für dreizehn Folgen die Rolle der Dr. Claire Saunders verkörperte. Danach folgte eine Hauptrolle in der ABC-Dramaserie Happy Town, welche allerdings nach nur acht Folgen abgesetzt wurde.
Von 2012 bis 2016 verkörperte sie Samantha „Root“ Groves in der Fernsehserie Person of Interest, in der sie seit der dritten Staffel als einer der Hauptdarsteller geführt wurde. 

## Deutsche Synchronsprecherin
Deutsche Synchronstimme von Amy Acker ist Cathlen Gawlich.

## Filmografie (Auswahl)
- 1998: Wishbone (Fernsehserie, 3 Episoden)
- 2001: Special Unit 2 (Fernsehserie, Episode 2x04 The Invisible)
- 2001–2004: Angel – Jäger der Finsternis (Angel, Fernsehserie, 70 Episoden)
- 2002: The Visitor (Groom Lake)
- 2002: Catch Me If You Can
- 2003: Return to the Batcave – The Misadventures of Adam and Burt
- 2005–2006: Alias – Die Agentin (Alias, Fernsehserie, 13 Episoden)
- 2005: Supernatural (Fernsehserie, Episode 1x03 Dead in the Water)
- 2005–2006: Die Liga der Gerechten (Justice League Unlimited, Zeichentrick-Fernsehserie, 4 Folgen, Stimme für The Huntress/Helena Bertinelli)
- 2006: How I Met Your Mother (Fernsehserie, Episode 1x22 Come On)
- 2007: Ghost Whisperer – Stimmen aus dem Jenseits (Ghost Whisperer, Fernsehserie, Episode 3x05 Weight of What Was)
- 2007: Criminal Intent – Verbrechen im Visier (Fernsehserie, Episode 7x03 Zahn um Zahn)
- 2008: Private Practice (Fernsehserie, Episode 2x01 A Family Thing)
- 2008: Fire & Ice: The Dragon Chronicles (Fire & Ice, Fernsehfilm)
- 2009–2010: Dollhouse (Fernsehserie, 14 Episoden)
- 2010: Happy Town (Fernsehserie, 8 Episoden)
- 2010: Human Target (Fernsehserie, Episode 1x12 Christopher Chance)
- 2010: Good Wife (The Good Wife, Fernsehserie, Episode 1x23 Running)
- 2011: My Superhero Family (No Ordinary Family, Fernsehserie, 2 Episoden)
- 2011: Grimm (Fernsehserie, Episode 1x11 Spinnenbiss)
- 2011, 2013: CSI: Vegas (CSI: Crime Scene Investigation, Fernsehserie, 2 Episoden)
- 2011: Dear Santa – Ein Weihnachtsfest zum Verlieben (Dear Santa, Fernsehfilm)
- 2012: The Cabin in the Woods
- 2012: Once Upon a Time – Es war einmal … (Once Upon a Time, Fernsehserie, Episode 1x14 Dreamy)
- 2012: Warehouse 13 (Fernsehserie, Episode 4x09 The Ones You Love)
- 2012: Viel Lärm um nichts (Much Ado About Nothing)
- 2012–2016: Person of Interest (Fernsehserie, 54 Episoden)
- 2014: Marvel’s Agents of S.H.I.E.L.D. (Fernsehserie, Episode 1x19 The Only Light in the Darkness)
- 2014: Let’s Kill Ward’s Wife
- 2015, 2018–2019: Suits (Fernsehserie, 5 Episoden)
- 2015: A Novel Romance (Fernsehfilm)
- 2015–2017: Con Man (Fernsehserie, 6 Episoden)
- 2016: Weihnachten auf der Bühne (A Nutcracker Christmas, Fernsehfilm)
- 2016: MacGyver (Fernsehserie, 2 Episoden)
- 2017: Amanda & Jack Go Glamping
- 2017–2019: The Gifted (Fernsehserie, 29 Episoden)
- 2019: Grey’s Anatomy (Fernsehserie, Episode 15x21 Good Shepherd)
- 2019: What Just Happened??! (Fernsehserie, Episode 1x06 Family)
- 2020: God Friended Me (Fernsehserie, Episode 2x18 Almost Famous)
- 2020: Outside (Kurzfilm)
- 2021: All Rise – Die Richterin (Fernsehserie, 2 Episoden)
- 2021: Crashing Through the Snow (Fernsehfilm)
- 2022: 9-1-1: Lone Star (Fernsehserie, 6 Episoden)
- 2023: The Nanny’s Secrets (The Watchful Eye, Fernsehserie, 10 Episoden)
- 2024: Ordinary Angels
- 2024: Average Joe
- 2025: The Unbreakable Boy
- 2025: Chicago Med (Fernsehserie, Episode 10x17 The Book of Archer)